# Ulricehamn

escudo municipal de Ulricehamn.

Ulricehamn es una ciudad de Suecia (pop. 9,250) en la región de Västergötland, dentro del municipio de Ulricehamn (pop. 22.300), en la provincia de Västra Götaland.

## Historia
Ulricehamn, originalmente conocida como Bogesund ha estado poblada como mínimo desde la Edad Media. Se le otorgaron los privilegios y el título de ciudad desde el siglo XV. Conserva varios edificios de los siglos XVII y XVIII y la pintoresca calle principal Storgatan que ha mantenido su forma original hasta la actualidad. Entre otros edificios históricos se encuentra en ayuntamiento, situado en la plaza del mercado, una estructura amarillenta de estilo rococó del año 1789.
La ciudad está situada en Ätranstigen (La ruta de Ätran), un camino que sigue el río Ätran, se dirige hasta Kattegat al oeste y se interna en Suecia, conectando con otros caminos que finalmente llevan a las ciudades orientales de Sigtuna y Upsala. En el año 1520 tuvo lugar la Batalla de Bogesund sobre el hielo del lago Åsunden.
En 1741 la ciudad fue rebautizada Ulriceham en honor de la reina Ulrica Leonor de Suecia. Tras el incendio de 1788 inició un período de recesión, pero durante el siglo XIX se instalaron en la ciudad varios talleres textiles. Junto con la influencia económica de su primer ferrocarril en 1874 la ciudad terminó convirtiéndose en un importante centro comercial. Actualmente es una de las 134 ciudades suecas con estatus de ciudad histórica.

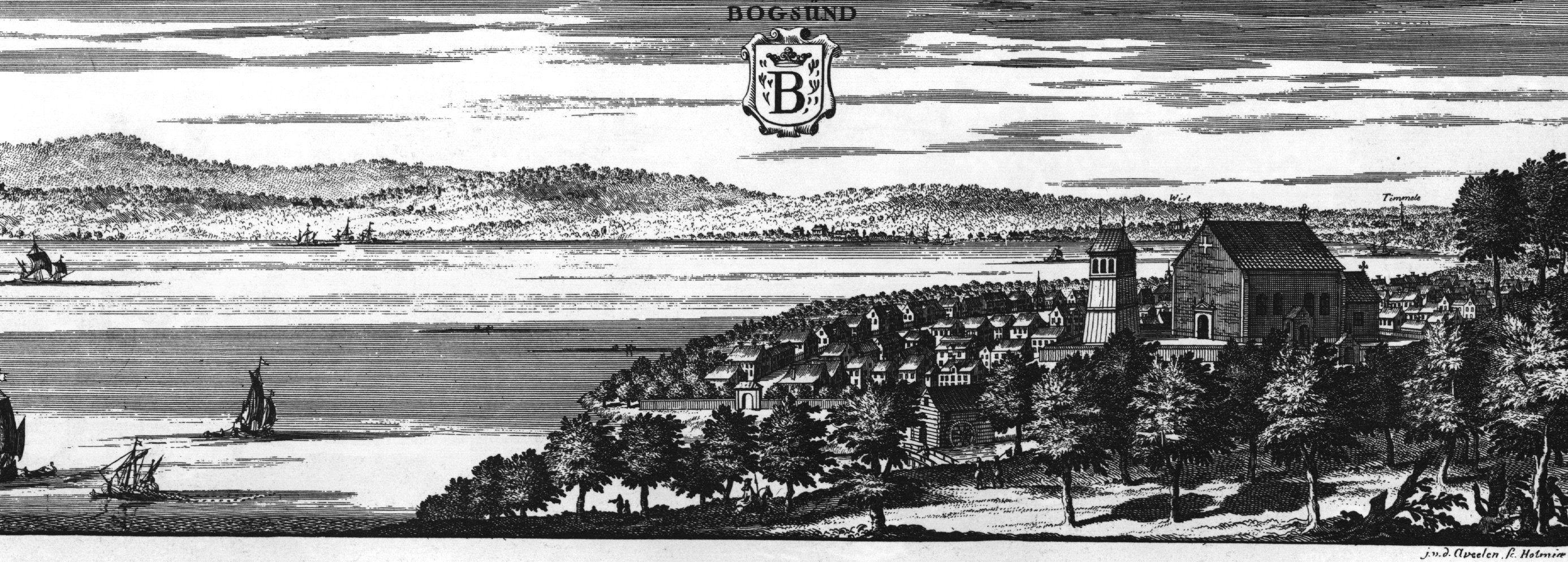
Ulricehamn (entonces Bogesund) en torno a 1700, observada desde el sur. El lago Åsunden a la izquierda. De Suecia antiqua et hodierna.

## Geografía
La ciudad está situada junto a las orillas del lago Åsunden, donde desemboca el río Ätran. El paisaje está formado principalmente por una topografía modificada por bosques y corrientes de agua, que permite realizar actividades populares como senderismo, ciclismo y paseos en barca.
En invierno, Ulricehamn se convierte en el centro de esquí del oeste de Suecia. La ciudad dispone de varios kilómetros pistas y rutas para practicar esquí alpino y esquí de fondo.